# دهستان سهرین
دهستان سهرین به مرکزیت روستای سهرین از ترکیب ۱۱ روستا، مزرعه و مکان در تابعیت بخش قره‌پشتلو شهرستان زنجان ایجاد شد.